# Nemzetközi Konyhaművészeti Kiállítás

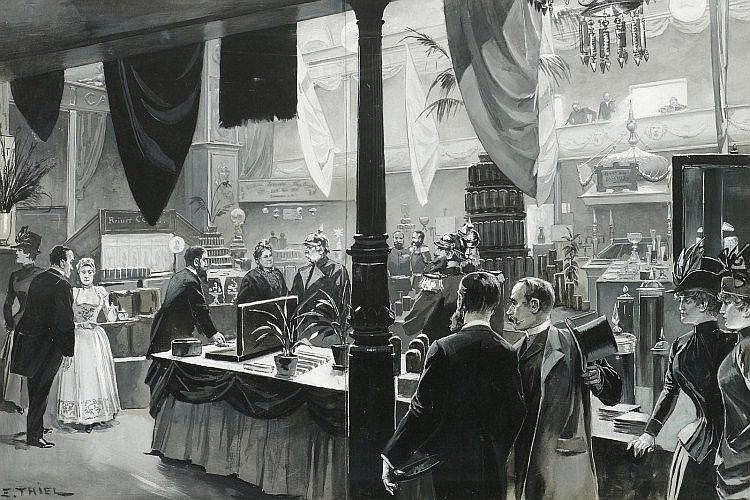
Az első kiállítás

A "Szakácsolimpia" a legtöbbet hivatkozott esemény a magyar konyha világhírességét hirdetők körében, amelyhez szorosan kötődik a "szakács Oscar-díj" mítosza is (lásd lejjebb). Maga az esemény valójában inkább egy kiállítás, semmint hagyományos értelemben vett verseny, amit négyévente rendeznek meg Németországban, a Nemzetközi Konyhaművészeti Kiállítás (IKA) keretein belül. Rendezője a Németország Szakácsainak Szövetsége (VKD).

## Története

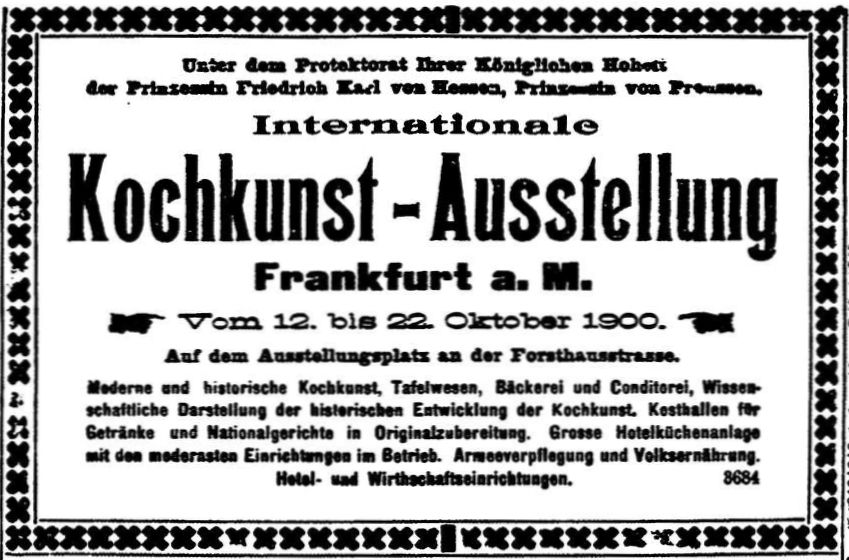
A Feiburger Zeitung-ban 1900-ban megjelent hirdetés az első Nemzetközi Konyhaművészeti Kiállításról

Matthaeus Carl Banzer az 1895-ben megalakult Szakácsok Nemzetközi Szövetségének (IVdK) német kezdeményezője és alapítója szorgalmazta egy nemzetközi kiállítás megszervezését a német konyha propagálása és más országok konyháinak megismerése céljából.
Az első Internationale Kochkunst Ausstellung (IKA)-ra 1900-ban Frankfurtban került sor, négy ország részvételével.
Ezek után az I. világháborúig még kettőt tartottak, 1905-ben és 1911-ben, majd 14 év szünet következett. A következő kiállítást 1925-ben rendezték, majd további hármat (1929, 1934 és 1937) a II. világháborúig. Ez utóbbit már bedarálta a náci propagandagépezet.
Bár 1950-től már rendeztek "Szövetségi Vendéglátóipari Szakkiállítást", de a háború utáni első igazi IKA az 1956-os volt. Innentől egészen 1971-ig a szövetségi kiállítást minden évben más városban tartották, de minden negyedik évben Frankfurt adott otthont neki az IKA-val együtt. Ez a tradíció azután is folytatódott, hogy a szövetségi vándorkiállítás megszűnt és helyét más, regionális és biannuális országos kiállítások vették át. Frankfurt regnálása 1996-ban ért véget, amikor a kiállítás Berlinbe kirándult, hogy a következő alkalomtól Erfurtba tegye át a székhelyét.
A "szakácsolimpia" jelző az amerikai sajtóban jelent meg először, valamikor az 1960-as években. Ezt a hetvenes években a német sajtó is átvette, minek hatására a szervezők az 1980-as évektől maguk is használni kezdték az elnevezést a rendezvényre.

## Versenyszámok és érmek
A kiállításon nemzeti, regionális, ifjúsági, katonai és tömegétkeztetési csapatokban, valamint egyénként indulhatnak a szakácsok és cukrászok. A résztvevők egy-egy kategórián belül több versenyszámban is szerepelhetnek. Minden versenyszámban egy győztest és annyi érmest hirdetnek, amennyien elérték az adott éremhez szükséges pontszámot. Az éremszintet el nem érők oklevelet kapnak. Adott esetben az is előfordulhat, hogy minden résztvevő aranyérmes.

### Nemzeti Csapatverseny
Egy csapat a kapitányából, 4 szakácsból és egy cukrászból áll.
- Az első napon a látványé a főszerep. A csapatoknak egy előétel tányért, egy hidegtálat, egy komplett menüt (melegen elképzelt, hidegen tálalt), egy legalább 60 cm magas cukrászati díszmunkát, valamint desszerteket és aprósüteményeket kell kiállítani.
- A második napon elméletileg 110 adag 3 fogásos menüt kellene megfőzni, de az adagok 80%-t készre lefőzve magukkal hozhatják a csapatok, továbbá egy adagot az előző nap kell kitálalni kiállítási darabnak.

### Nemzeti ifjúsági csapatok versenye
- A 23 éven aluliaknak rendezett versenyben az első nap a felnőttek fent említett "meleg konyhás" versenyszámát ismétlik meg, azzal azonos szabályok szerint.
- Ugyan aznap délután a fiatal versenyzőknek egy-egy, 2-3 előre egyeztetett feladatból álló feladatsort kell bemutatniuk.
- A második nap a felnőttekével megegyező hidegtálas versenyszámokban vetélkedik az ifjúság.

### Nemzeti cukrász csapatverseny
Egy csapat két résztvevőből áll.
- A bemutatónapon csokoládé- vagy cukor díszkészítményeket, tortákat és desszerteket kell meghatározott paraméterek szerint elkészíteni.
- A második nap a látványkonyhában végzett gyakorlati munka bemutatásán a sor. A déli prezentációig kell különböző termékeket előállítani.

### Regionális csapatok
Egy-egy csapat a kapitányból, 3 szakácsból és egy cukrászból áll.
Az egyes kategóriákban hidegtálakkal és előételekkel, vegetáriánus tálakkal, főételekkel vagy menükkel kapcsolatban kell három előre meghatározott feladatból kettőt elvégezni.

### Nemzeti és regionális katonai csapatversenyek
A nemzetek egy-egy csapata mellett tetszőleges számú regionális csapat is jelentkezhet. A csapatok egy csapatvezetőből és öt szakácsból állnak.
- Az első nap a menübemutatóé. Ehhez a csapatoknak 7 háromfogásos menüt kell előre elkészíteniük és bemutatniuk. Egy-egy fogásnak 200 főnek kell elegendőek- és minden rendfokozatcsoportnak elfogadhatónak kell lennie.
- A második nap a menük közül egyet kiválasztva kell ebből a haderő mobil konyhájában 150 adagot elkészíteni.

### Tömegétkeztetési verseny
A vállalatok által nevezett csapatok egy szakácsból és három további alkalmazottból állnak. Feladatuk, hogy két hús-/hal- és egy vegetáriánus fogást, továbbá egy salátabüfét tervezzenek egy adott téma köré. A kivitelezésnek része a kalkuláció és a receptek elkészítése, az árurendelés, az étlap nyomtatása, az ételek megfőzése, a dekoráció és a tálalás. A koncepciót a receptekkel, étlappal, kalkulációval és árurendeléssel írásban kell benyújtani. A zsűri ezek közül választ ki 8 csapatot, akik a gyakorlati döntőre is meghívnak. Ott négy nap alatt, naponta két csapat főzheti meg 150 főre a menüit.

### Egyéni verseny
Ebben a kategóriába bármely szakképzett szakács és cukrász jelentkezhet. A versenyzők egy magukkal hozott, hideg bemutatótányérral, tállal, termékkel vagy díszmunkával vesznek részt. Csak a látvány számít. Kóstolásra nem kerül sor.

## Kritikák
A legfőbb kritika azért éri a rendezvényt, mert egyfelől az ételkészítés valós céljától elrugaszkodva, az étel ízét egyáltalán nem zsűrizik, az ételek kiállítási tárgynak készülnek, amiket vastag aszpikbevonattal fixálnak. A látvány - intarzia, mozaik, faragott zöldség, margarin- és jégszobor - dominál. Másodsorban, csak azért mert négyévente (olympiad ~ négy éves ciklus) rendezik, "szakácsolimpiának" vindikálja magát. Ezt a fellengzős megnevezést kihasználva azután sok, nem éppen élvonalbeli szakács ékeskedik az "olimpikon", "olimpiai arany-, ezüst-, vagy bronzérmes" és "~ okleveles" címekkel. Ezekre a kissé kétes babérokra hivatkozva terjesztették a szakma Kádár-kori prominensei a "világhírű" magyar konyháról és gasztronómiáról szóló mítoszt, miközben a nemzetközi trendektől és a szakma nemzetközi élvonalától fényévekre voltak a legjobb éttermeink is.

## Szakács Oscar díj
További, csak Magyarországon elterjedt mítosz a "szakács Oscar-díj". A "szakácsolimpián" korábban különdíjakat is osztogattak. Ez egy arany színű, szakácsot ábrázoló szobrocska volt. Ezt interpretálták itthon "Oscar-díjnak". Akárcsak az aranyérmekből, ezekből is kiosztottak nem keveset egy-egy versenyen. Ezt a tényt persze, sem a szövetség, sem a díjazottak nem verték nagydobra. A kétezres években kibontakozott gasztroforradalom előtt magyar szakmai berkekben ez számított a legrangosabb címnek.